# 1928
Évszázadok: 19. század – 20. század – 21. század
Évtizedek: 1870-es évek – 1880-as évek – 1890-es évek – 1900-as évek – 1910-es évek – 1920-as évek – 1930-as évek – 1940-es évek – 1950-es évek – 1960-as évek – 1970-es évek
Évek: 1923 – 1924 – 1925 – 1926 –  1927 – 1928 – 1929 – 1930 – 1931 – 1932 – 1933

## Események

### Január
- január 1.
  - Észtország bevezeti új pénznemét, az észt koronát.
  - Szentgotthárd vasútállomásán öt vagon „gépalkatrésznek” feltüntetett gépfegyvert foglal le a magyar hatóság. A szállítmány Olaszországból tart Lengyelországba. Az ügy kapcsán nemzetközi jegyzékváltás kezdődik amelyben a felek elhatárolódnak a cselekménytől, és értetlenségüknek adnak hangot.
- január 5. – Berlinben a Landsberger Allé-n felrobban egy négyemeletes ház, az alagsorban működő élelmiszergyár ammónia felhalmozódása miatt. A baleset 20 halottjának, és 18 sebesültjének a híre bejárja a világsajtót.
- január 10.
  - A magyar képviselőház közoktatási bizottsága elfogadja a Numerus clausus törvényjavaslatot.
  - A Franciaország felé irányuló német háborús jóvátételi szállítások kapcsán 750 millió frank értékű csalást fedeznek fel. A korrupcióban közel ötven német és francia gyáros és kereskedő érintett. Az ügy nagy nemzetközi visszhangot vált ki.
- január 17. – Szovjetunióban megkezdődnek a tisztogatások az állami hivatalokban. Az OGPU közel 51 000 polgári tisztviselőt távolít el „megbízhatatlanság” miatt. (Letartóztatják egyebek közt Lev Davidovics Trockijt is.)
- január 19. – A szentgotthárdi fegyvercsempészés ügyének kivizsgálására alakult osztrák-magyar bizottság, az incidens vasútforgalmi rész tisztázására szorítkozik, ami nemzetközi csalódást okoz. Számos külföldi lap a magyar-olasz kormány szorosabb együttműködését emlegeti, és komolytalannak tartja az osztrák-magyar bizottság munkáját.
- január 20. – Csehszlovák egyezség született Vatikánnal, amelynek értelmében a csehszlovák kormány visszaadja az egyház elkobzott birtokait, vagyonát, cserébe a szentszék beleegyezik, hogy püspök csak cseh állampolgár lehet és hogy az egyházmegyék nem tartoznak külföldi egyházi fennhatóság alá.[1]
- január 21.
  - A Szovjetunióban Nyikolaj Ivanovics Buharin nyilatkozatában szembefordul a központi bizottsággal. Nyíltan bírálja a kollektív vezetés hiányát, az ország diktatórikus vezetési elveit, a parasztság katonai-feudális kizsákmányolását. Megnyilatkozásáért meghurcolják, január 30-án jobboldali elhajlónak nyilvánítja a központi bizottság.
  - Felkínálja átadásra Ausztriának a Szentgotthárdnál lefoglalt gépfegyvereket a magyar kormány, amelyet az osztrák fél visszautasít, feltételezhetően a nagy nemzetközi figyelmet kapott ügy miatt.
- január 28–29. – A Csehszlovák Szociáldemokrata Párt kongresszusán határozat születik a csehországi német szociáldemokratákkal való fokozatos szervezeti egyesülésről.[2]
- január 29. – Esztergomban Serédi Jusztinián a székesegyházban tartott ünnepi mise keretei között elfoglalja Magyarország hercegprímási székét.
- január 31. – Lev Trockijt is száműzik több társával együtt Alma-Atába.

### Február
- február 1. – A Kisantant képviselői Genfben a Népszövetséghez fordulnak beadványukkal: vizsgáltassa ki elfogulatlan felekkel a szentgotthárdi fegyvercsempészés ügyét.
- február 3. – Jugoszláv kormányválság tör ki, amikor a demokrata miniszterek kilépnek a kormányból.
- február 8. – A jugoszláv kormányválság feloldására Vukčević miniszterelnök beadja a lemondását
- február 11. – Megkezdődnek a svájci St. Moritzban az 1928. évi téli olimpiai játékok
- február 13. – A magyar egyetemeken diáksztrájk kezdődik a Numerus clausus módosítása körüli viták miatt.
- február 16. – A francia szenátus elutasítja a nők háború esetén történő besorozását, amely törvényjavaslatot korábban már a képviselőház elfogadott.
- február 20. – A magyar kormány elrendeli, hogy a Szentgotthárdnál lefoglalt fegyvereket elárverezteti február 24-én, miután katonai célokra azokat alkalmatlanná tette.
- február 22. – Jugoszláviában számos más próbálkozást követően újra Vukčević volt miniszterelnök alakít kormányt.
- február 23. – Az osztrák kancellár, Ignaz Seipel egy beszédében azzal vádolja Olaszországot, hogy elnyomja a tiroli osztrák kisebbségeket.
- február 24.
  - Benito Mussolini visszarendeli a bécsi olasz nagykövetet, válaszul az előző napi osztrák „vádaskodásra”.
  - A genfi Népszövetségi Tanács megbízott elnöke, Ceng-Lo jegyzékben kéri fel a magyar kormányt, a szentgotthárdi fegyvercsempészés kapcsán kitűzött árverezés elhalasztására, amelyet a magyar kormány visszautasít, mert minél hamarabb szeretné megnyugtatóan lezárni az ügyet.
- február 24. – A Népszövetséghez adott magyar válasz kapcsán éles hangú Magyarországot bíráló cikkek sokasága jelenik meg a francia, és a Kisantant országainak vezető lapjaiban.
- február 28. – A magyar képviselőház elfogadja a Numerus clausus módosításáról szóló törvényjavaslatot.

### Március
- március 1. – Benito Mussolini beszédében éles hangon bírálja Ausztriát. Hálátlan nemzetnek mondja, és az Osztrák-Magyar Monarchiát a népek börtöneként emlegeti.
- március 4. – A lengyel nemzetgyűlési választásokon heves küzdelem alakul ki a kormány pártok és a baloldal között, s bár a kormánylista a szavatok 27,6%-át kapja, mégis Józef Piłsudski alakíthat kormányt.
- március 5. – A Szovjetunióban meghirdetik az első szocialista munkaversenyt. A Pravda hasábjain közlik a „Vörös Viborg”-i gyár munkásainak felhívását a szovjet dolgozó néphez.[3]
- március 12.
  - Málta brit fennhatóság alá kerül
  - A szovjet titkos rendőrség német mérnököket tartóztat le a Donyecki szénmedence települései szerte, a termelés szervezett szabotálásának vádjával. (Az affér elhúzódó diplomáciai jegyzékváltáshoz vezet a két ország között, jó időre beárnyékolva a két ország kapcsolatát.)
  - A Los Angeles vízellátását garantálni hivatott tározórendszer részeként megépített gát – röviddel éjfél előtt – átszakad. (Ez volt az USA XX. századi történetének legtöbb – közel 450 – halálos áldozattal járó, mérnöki hibából bekövetkezett katasztrófája.)[4]
  - A dél-amerikai Santos városában sárlavina pusztít, a lezúduló földtömeg városrészeket tesz lakhatatlanná.
- március 15. – Törvényileg elrendelt hivatalos ünneppé nyilvánította a magyar kormány ezt a napot, a magyar történelem során először. New Yorkban 120 000 ember előtt leplezték le Kossuth Lajos szobrát.[1]
- március 18. – A magyarországi Solt község egyik esti mozielőadásán felrobbanó filmtekercs gyorsan terjedő tüzet okoz. 6 halott, több súlyos égési sérült. Az ügy felveti a mozik biztonságának kérdését ország szerte. Később határozat születik a mozigépek fallal való elhatárolását a minden esetben.
- március 21. – Spanyolország kormánya döntést hoz: újra be kíván lépni a Népszövetségbe.
- március 23. – Véres verekedésbe fajuló tüntetés a budapesti Népopera (ma Erkel Színház) előtt, a bemutatásra kerülő jazz-operett, a „Húzd rá Jonny” előadása miatt.
- március 26. – Az olasz Friaul-tartományban földrengés pusztít. Az anyagi kár jelentős.
- március 27. – Lengyelországban botrány tör ki a parlament megnyitásakor, amikor a kormány ellenzékében álló szocialista elnököt szavaz meg a szejm.

### Április
- április 1. – Az éjszaka folyamán a törökországi İzmir városa és környékén jelentős földrengés pusztít.[5]
- április 10.
  - Az Atlanti-óceán egyes térségeinél nagy viharokat észlelnek. Megsérül egyebek mellett a teljesen biztonságosnak tartott Leviathan óriás gőzös.[5]
  - Törökországban megszüntetik az iszlám államvallás jellegét.
- április 11. – Németországban a moabiti büntetőtörvényszék fogházából megszöktetik a baloldali írót, Otto Braunt.[5] Az akciót az élettársa, Olga Benario által vezetett csoport hajtja végre, majd együtt Moszkvába távoznak. Az ügy nagy nemzetközi visszhangot vált ki.
- április 12. – Pokolgépes merényletet követnek el az olasz uralkodó III. Viktor Emánuel és kísérete ellen a milánói vásár megnyitásakor. A robbanás 20 embert megölt, sok volt a sebesült, az uralkodó azonban sértetlen maradt. A felelősöket nem találták meg.[6]
- április 14.
  - Litvánia kormánya, erőteljes kommunista veszélyre való hivatkozással feloszlatja a parlamentet, és diktatúrát vezet be, amely komoly feszültséget teremt a szomszédos Lengyelország és Litvánia között.
  - Bulgáriában földrengés pusztít[5] Csirpan és Plovdiv környékén. Közel 21 000 épület pusztul el. Sokan válnak hajléktalanná, a halottak száma 130.
- április 17. – Ismét erős földrengés pusztít Bulgáriában, ezúttal két napon keresztül, több hullámban. Közel 80 000 család marad fedél nélkül, sok száz halott.[5]
- április 22. – Franciaországban megtartott választásokon nincs változás. A nemzeti koalíció megőrizte többségét, a többi pártra szavazók aránya sem változott.[7]
- április 23. – Kora hajnalban görögországi Korinthosz városát, és környékén erős földrengés rázza meg. Az 1858-as földrengés következtében újraépült város jelentős része elpusztul, közel 200 000 épület.[5]
- április 27. – Bécsben letartóztatják Kun Bélát, aki a későbbi nyomozás szerint újabb kommunista forradalmat kívánt előkészíteni Magyarországon.[8]

### Május
- május 1. – A bulgáriai Sztara Zagora környékén ciklon okoz jelentős károkat.[5]
- május 6. – A romániai Gyulafehérvárott Iuliu Maniu által megtartott százezres népgyűlés a kormány leváltását követeli, és megindul Bukarest felé. Sejus község határában a kirendelt katonaság feloszlatta a tömeget.[9]
- május 8. – Károly volt román trónörököst kiutasítják Angliából, ideiglenes tartózkodási helyéről, mert forradalmi kiáltványt intézett angol területről a román néphez.[10]
- május 15. – Az Angliából kiutasított II. Károly román király Belgiumban kap ideiglenes letelepedési engedélyt.[10]
- május 20. – Németországban parlamenti választásokat tartanak.[11] (A jobboldali pártok visszaszorulnak, a baloldaliak előretörnek.)
- május 28. – Jugoszláviában a tervezett nettunói szerződés bevezetése miatt olaszellenes tüntetések zajlanak.[10]

### Június

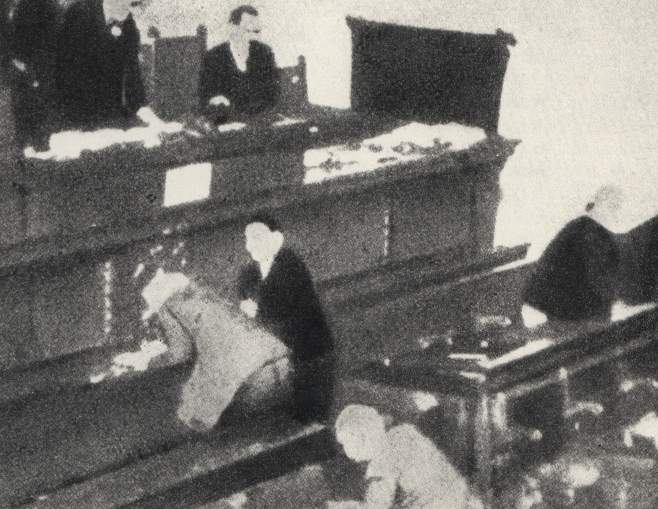
A Račić-féle merénylet a belgrádi parlamentben
(1928. június 20.)

- június 2. – A Nyikolaj Buharin éles kritikájával egyetértő, Mihail Tomszkijt leváltják a Szakszervezetek Összoroszországi Központi Tanácsának elnöki tisztségéről.
- június 12. – A német választások eredménye után Wilhelm Marx kormánya lemond. Paul von Hindenburg köztársasági elnök a szocialistákat bízza meg kormányalakítással.[10]
- június 18. – Görögország több városában tartanak sztrájkot, utcai felvonulást, amely számos helyen vezet véres összetűzésbe.[10]
- június 19. – A belgrádi parlamentben Stjepan Radić képviselő felterjeszti a nottunói egyezmény ratifikálását. A radikális párt több képviselője éles kirohanásban utasítja el. Sőt egyik javaslatukban Stjepan Radić orvosi elmeállapotának megállapítását kérvényezi a szkupstinától.[10]
- június 20.
  - Puniša Račić szerb képviselő a Nettuno-egyezmény ratifikációs vitája során a belgrádi parlamentben rálő Stjepan Radićra és a Horvát Parasztpárt (HPP) további négy vezetőjére. (Ketten a helyszínen, Radić augusztus elején belehal sérüléseibe. A HPP új vezetője Vladko Maček.)[12]
  - Bukarestben megkezdődik a Kisantant konferenciája.[13] Marinkovics jugoszláv külügyminiszter felveti Ausztria csatlakozását a gazdasági rendszerbe.
- június 21. – Zágrábban véres zavargások kezdődnek a belgrádi merénylet miatt. A kormány elnapolja a szkupstina ülését, és ostromállapotot hirdet Zágráb városában.[13]
- június 23. – Jugoszláviában óriási tömeg kíséri utolsó útjára a meggyilkolt képviselőket.[13] Zágrábban pattanásig feszült a helyzet.
- június 27. – Lengyelországban Józef Piłsudski betegségére való hivatkozással lemond. A helyettes miniszterelnök, Bartel alakít új kormányt
- június 28. – „Ausztria nem lép be a Kisantant gazdasági rendszerébe” - nyilatkozza az osztrák kancellár, Ignaz Seipel.[13]

### Július
- július 4. – A jugoszláv király többekkel tárgyal, míg végül Anton Korošec, a szlovén radikális párt vezérét bízza meg kormányalakítással.
- július 5. – Görögországban megalakul az Elefthériosz Venizélosz miniszterelnökségével az új kormány. Első lépésként feloszlatják a parlamentet és új választásokat írnak ki.
- július 7. – Moszkvában Vjacseszlav Mihajlovics Molotov elnök által összehívott Komintern vezetőségi ülésen eltávolítják Nyikolaj Buharint a szervezet éléről. Helyét Dimitrij Manuilszkij veszi át. Mint ismeretes Buharin éles kritikát fogalmazott meg a szovjet vezetéssel szemben, a diktatórikus kormányzás ellen, amiért meghurcolták.
- július 8. – Chile partvidékén, Aranco kikötője közelében kialakult nagy viharban, 300 emberrel a fedélzetén, elsüllyedt az Angamos nevű gőzhajó. Nincs túlélő.
- július 9. – Szófiában éjszaka több lövéssel meggyilkolják a bulgáriai látogatáson részt vevő macedóniai forradalmi bizottság vezetőségi tagját, Protogerov tábornokot, mert szembe helyezkedett szervezet radikális szárnyával. (Protogerov az elszakadási mozgalom egyik meghatározó alakja.)[13]
- július 10. – Az 1924 óta közös szovjet-kínai igazgatás alatt álló Kelet-kínai Vasút vonalait elfoglalják a kínai Csang Kaj-sek vezette fehér-gárdisták, és ellenőrzésük alá vonják.
- július 11. – Belgrádban megalakul a Korošec-kormány. (Korošec koalíciós partnerei nem támogatják trialista elképzeléseit.)[12]
- július 13. – Jugoszláviától való elszakadásért küzdő macedon forradalmi szervezet egy tagja öngyilkos merényletet követ el a jugoszláv belügyminisztérium közbiztonsági osztály vezetője ellen. Lazius Zika életben marad, a merénylő nem.[14]
- július 17. – Mexikó elnökét, Álvaro Obregón tábornokot meggyilkolják.[14]
- július 31. – Anglia és Franciaország új tengeri egyezményt köt, amelynek értelmében a tengeri fegyverkezés során összehangolják erőiket.

### Augusztus
- augusztus 1. – Zágrábban a horvát néppárti gyűlésen önálló Horvátországot követelnek. Utcai tömeg demonstrációk kezdődnek. A jugoszláv kormány elítéli az elszakadási törekvést.
- augusztus 6.
  - Az F. XIV. jelű olasz tengeralattjáró, hadgyakorlat közben elsüllyed, legénysége nem éli túl a balesetet.
  - A jugoszláv parlament elfogadja a nettunói egyezményt.[14]
  - Zágrábban politikai gyilkosság kelt országos felháborodást. Risztovics zágrábi újságírót agyonlövi egy vasutas, mert az újságíró cikkeiben rendszeresen negatív hangot ütött meg a horvát nemzetiségiekkel szemben.[14]
- augusztus 3–13. – A prágai magyar egyetemisták Szent György-körének gombaszögi táborozásán megalakul a csehszlovákiai magyar fiatal baloldali értelmiség Sarló mozgalma.[2]
- augusztus 12. – Tömegmegmozdulások Zágrábban Stjepan Radić temetése alkalmából.[12]
- augusztus 20. – A budapesti Szabadság téren felavatják hivatalosan is az első ország-zászlótartó emlékhelyet, amelynek felállítását a Pesti Hírlap hasábjain Urmánczy Nándor kezdeményezte.[15]
- augusztus 22. – Berlinben megkezdi munkáját az Interparlamentáris Unió.
- augusztus 27. – Párizsban aláírják a Kellogg–Briand-paktumot[16]
- augusztus 28.
  - Az amerikai Egyesült Államok kormánya diplomáciai úton 49 országot szólít fel, hogy csatlakozzon a Kellogg–Briand-paktum aláírásához, köztük megkeresés érkezik a magyar kormányhoz is.[5]
  - A román kormány határozata értelmében, Románia Lengyelországnak adományozza a Marosvásárhelyen felállított magyar-lengyel szabadsághős, Bem József szobrát.
- augusztus 31. – A magyar minisztertanács ülésen tárgyalja az infláció letörésére szóló intézkedési terveket.[17]

### Szeptember
- szeptember 1. – A tiranai albán nemzetgyűlés Ahmet Zogut, I. Zogu albán királlyá nevezi ki.[5]
- szeptember 3. – Magyarországon Klebelsberg Kuno vallás- és közoktatási miniszter rendeletére felemelik az egyetemre felvehető hallgatók létszámát.[17]
- szeptember 11. – A monzai gyorsasági autóversenyen egy autó belerohan a nézők közé. Huszonegy halott, sok sérült. A balesetet követően biztonsági előírásokat vezetnek be.
- szeptember 19. – Genfben csehszlovák-jugoszláv szövetségi szerződést ír alá a két ország külügyminisztere. Az egyezmény része a Kisantant későbbi kialakulásának

### Október
- október 7. –

Első Országos Levente Sportünnepély

- október 8. – A magyar kormány csatlakozik a Kellogg–Briand-paktumhoz.[18]
- október 20. – Budapesten felavatják a csepeli vámmentes kikötőt.[18]
- október 28. – Csehszlovákiában látványos ünnepségeken emlékeznek meg a köztársaság kikiáltásának 10. évfordulójáról.[2]

### November
- november 7. – Az Egyesült Államok elnökválasztásán nagy fölénnyel Herbert Hoover nyert, és ő lett a 31. amerikai elnök.[19]
- november 10. – Hirohito japán császárt megkoronázzák.
- november 30. – A lengyel és a magyar kormány „békéltető és bírósági” egyezményt ír alá Varsóban.[18]

### December
- december 2. – A helyhatósági választások Csehszlovákiában, ahol a kormánypártok nem szerzik meg az abszolút többséget, de sikerül elérniük, hogy nem kell új kormányt alakítani. (Szlovákiában a választások – az új közigazgatási beosztásának megfelelően – egyúttal az első szlovákiai tartománygyűlési választást is jelentik.)[2]
- december 12. – Romániában Iuliu Maniu pártja 89,9%-os többséget szerez a választásokon.[20]
- december 17. – A magyar-román ún. „Optáns-per” megoldására közvetlen tárgyalások kezdődnek Opatijában.[19]

### Határozatlan dátumú események
- az év eleje – Lengyelországban a Piłsudski-rezsim perbe fogja a Belorusz Paraszt-Munkás „Hromada” 500 tagját.[21]

## Az év témái

### 1928 az irodalomban

#### Magyar irodalom
- Dsida Jenő: Leselkedő magány – verseskötet
- Gelléri Andor Endre: Varázsló, segíts! – novella
- Illyés Gyula: Nehéz föld – verseskötet
- József Attila: Klárisok – vers, megjelenik: Nincsen se apám, se anyám c. verseskötetben (1929).
- Kodolányi János és Várkonyi Nándor első levélváltása
- Kosztolányi Dezső: Meztelenül – verseskötet
- Molnár Ferenc: Olympia – színmű
- Tamási Áron: Szűzmáriás királyfi – regény
- Tóth Árpád: Lélektől lélekig – verseskötet
- szeptember: Az Erő c. evangélikus folyóirat közli Weöres Sándor négy versét (köztük az Öregek c.)

#### Világirodalom
- Bertolt Brecht: A koldusopera (Die Dreigroschenoper) – zenés színmű, Kurt Weil zenéjével
- André Breton: Nadja – a szürrealizmus egyik kedvelt regénye
- Rudolf Carnap: A világ logikai felépítése (Der logische Aufbau der Welt) – filozófiai mű, a neopozitivizmus tudományelméleti alapvetése
- Victor Eftimiu: Az ember, aki látta a halált (Omul care a văzut moartea) – színjáték (román)
- Ilja Ehrenburg: Lasik Rojtsvanc mozgalmas élete (Burnaja zsizny Lasik Rojtsvanc) – szovjet szatíra
- José Maria Ferreira de Castro: Honkeresők (Emigrantes) – regény, a (portugál nyelvű) brazil irodalom kimagasló műve
- Jorge Guillén: Dicsőitő ének (Cántico) – versciklus (spanyol)
- Martín Luis Guzmán: A sas és a kígyó (El Aguila y la Serpiente) – a mexikói irodalom egyik jelentős regénye
- Aldous Huxley: A végzet bábjátéka (Point Counter Point) – regény
- Ilf és Petrov: Tizenkét szék (regény) (Dvenadcaty sztuljev) – szatíra
- Yakup Kadri Karaosmanoğlu: Szodoma és Gomorra (Sodom ve Gomore) – regény (török)
- Erich Kästner: Emil és a detektívek(Emil und die Detektive) – ifjúsági regény
- Miroslav Krleža: Agónia (U agoniji) – színmű, bemutatva 1931
- D. H. Lawrence: Lady Chatterley szeretője (Lady Chatterley's Lover) – regény
- André Malraux: A hódítók (Les Conquerants) – regény
- Eugene O’Neill: Különös közjáték (Strange Interlude) – színmű
- Marcel Pagnol: Topáz (Topaze) – vígjáték, színmű
- Ludwig Renn: Háború (Krieg) – önéletrajzi ihletésű regény, a szerző első kötete
- Arthur Schnitzler: Teréz, egy asszonyélet krónikája (Therese, Chronik eines Frauenlebens) – regény
- Anna Seghers: A San-Barbarai halászok felkelése (Aufstand der Fischer von St. Barbara) – elbeszélés
- Ülő Bika: Népem a Sziúk (My People the Sioux) – sziú indián törzsfőnök híressé lett önéletrajzi írása
- Jakob Wassermann: A Maurizius ügy (Der Fall Maurizius) – regény
- Virginia Woolf: Orlando – a szerző kulcsregénye
- William Butler Yeats: A torony (The Tower) – versek

### 1928 a légi közlekedésben
- április 13. – A német Köhl kapitány vezette Bremen nevű Junkers W 33 repülőgép a világon elsőként 37 repült órával, leszállás nélkül átrepüli az Atlanti-óceánt. A gép az írországi Baldonnelből indult és a kanadai Greenly Island-on szállt le (Labrador, Newfoundland).[5]
- szeptember 2. – Risztics János magyar pilóta, Zimmermann német pilótával elindulnak Dessauból, hogy rekordkísérletet tegyenek. Vállalásuk szerint leszállás nélkül kívánnak eljutni repülőgépükkel Tokióba.
- szeptember 3. – Risztics János magyar pilóta technikai okok miatt Moszkvában leszállásra kényszerül.

### 1928 a sportban
- február 11. – február 19. II. Téli olimpiai játékok – St. Moritz, Svájc 25 ország részvételével.
- május 17. – augusztus 12. IX. Nyári olimpiai játékok – Amszterdam, Hollandia 46 ország részvételével.
- Asztalitenisz-világbajnokság Stockholmban. A magyar csapat négy aranyérmet nyer.
- Sakkolimpia Hágában. A magyar férfi csapat aranyérmet nyer.
- Főiskolai világbajnokság Párizsban. A magyar csapat nyolc arany-, nyolc ezüst- és tíz bronzérmet nyer.
- Az FTC nyeri az NB1-et. Ez a klub 11. bajnoki címe.

### 1928 a tudományban
- Alexander Fleming felfedezi a penicillint
- Budapesten üzembe helyezik az első regiszteres rotary rendszerű telefon központot (Krisztina-központ)

### 1928 a zenében
- szeptember – 4. vonósnégyes (Bartók) befejezése
- Bartók Béla különböző rapszódiáin dolgozik
- A csodálatos mandarin-szvit bemutatása
- november 22. – Párizsban bemutatják Maurice Ravel Bolero című művét.
- december 30. – Philadelphiában bemutatják Bartók Béla 3. vonósnégyesét.[22]

## Születések
- január 1.
  - Costică Toma román labdarúgó († 2008)
  - Szangak Szafarov tádzsik hadúr († 1993)
- január 5.
  - Zulfikar Ali Bhutto, pakisztáni elnök ill. miniszterelnök († 1979)
  - Tusa Erzsébet magyar zongoraművész, tanár († 2017)
  - Walter Mondale amerikai politikus, az Amerikai Egyesült Államok 42. alelnöke (1977-1981) († 2021)
- január 6. – Bacsó Péter Balázs Béla- és Kossuth-díjas magyar filmrendező, érdemes és kiváló művész („A Tanú”) († 2009)
- január 8. – Meggyes László festőművész († 2003)
- január 10. – Hódos Imre, olimpiai bajnok magyar birkózó († 1989)
- január 18.
  - Keresztes Attila olimpiai bajnok magyar kardvívó († 2002)
  - Pór Edit, magyar tanár, sajtótörténész († 2008)
- január 21. – Kornai János, Széchenyi-díjas magyar közgazdász († 2021)
- január 23. – Jeanne Moreau, francia színésznő († 2017)
- január 25. – Eduard Sevardnadze, a Szovjetunió utolsó külügyminisztere, majd grúz államfő († 2014)
- január 26. – Roger Vadim, filmrendező († 2000)
- február 27. – Aríél Sárón, izraeli miniszterelnök († 2014)
- március 8. – Karai János magyar gépészmérnök, egyetemi tanár († 2004)
- március 9. – Bereczky Júlia színésznő († 2007)
- március 19. – Patrick McGoohan amerikai színész († 2009)
- március 21. – Peter Hacks, német író († 2003)
- március 28. – Zbigniew Brzezinski, amerikai nemzetbiztonsági tanácsadó († 2017)
- április 2. – Serge Gainsbourg, francia költő, zeneszerző, énekes, színész, filmrendező († 1991)
- április 5. – Enzo Cannavale olasz színész. A Piedone-filmek csetlő-botló nyomozóját, Caputtót alakította, valamint a Zsoldoskatonában is játszott († 2011)
- április 28. – Yves Klein, francia képzőművész († 1962)
- május 1. – Hajnal Gabriella, Munkácsy Mihály-díjas magyar képzőművész, iparművész  († 2023)
- május 4. – Hankiss Elemér, Széchenyi-díjas magyar irodalomtörténész, filozófus  († 2015)
- május 12. – Burt Bacharach Oscar-díjas amerikai zeneszerző, zongorista, producer († 2023)
- május 18.
  - Domokos Géza erdélyi magyar író, politikus, műfordító († 2007)
  - Kennedy P. József amerikai magyar vegyészmérnök, kémikus, az MTA tagja († 2024)
- május 21. – Borbély Jolán, magyar etnográfus, pedagógus († 2018)
- május 28. – Szécsi Margit költő, grafikus, illusztrátor († 1990)
- május 30. – Agnès Varda francia filmrendező († 2019)
- június 2. – Kovács Erzsi magyar énekesnő († 2014)
- június 13. – John Forbes Nash Nobel-díjas amerikai matematikus († 2015)
- június 14. – Ernesto (később „Che”) Guevara, forradalmár, gerilla-parancsnok († 1967)
- június 15. – Tábori Nóra, Kossuth-díjas magyar színésznő († 2005)
- június 20. – Martin Landau, Oscar-díjas amerikai színész († 2017)
- június 21. – Bara Margit, Kossuth-díjas magyar színésznő († 2016)
- június 27. – Kulcsár Kálmán, szociológus, jogász, igazságügy-miniszter († 2010)
- július 8. – Kassai Ilona, Kossuth-díjas magyar színművész
- július 10.
  - Bernard Buffet, francia festő († 1999)
  - Szathmáry György, költő, műfordító. († 1990)
- július 13. – Sven Davidson, svájci teniszező († 2008)
- július 16. – Robert Sheckley, amerikai író († 2005)
- július 19. – Budai László válogatott labdarúgó, az Aranycsapat jobbszélsője († 1983)
- augusztus 6. – Andy Warhol, amerikai pop-art művész († 1987)
- augusztus 16. – Juhász Ferenc, kétszeres Kossuth-díjas magyar költő, a nemzet művésze († 2015)
- augusztus 27. – Boross Péter, miniszterelnök
- szeptember 8. – Ács Károly költő, műfordító († 2007)
- szeptember 11. – Giancarlo Badessi olasz színész († 2011)
- szeptember 15. – Julian Cannonball Adderley, amerikai jazz-szaxofonos († 1975)
- szeptember 21. – Sinkovits Imre, Kossuth-díjas magyar színész, a nemzet színésze († 2001)
- szeptember 23. – Alföldi László geológus († 2015)
- szeptember 26.
  - Joó István magyar geodéta és térképész († 2007)
  - Hildebrand István Kossuth-díjas magyar operatőr, rendező a nemzet művésze († 2022)
- szeptember 30. – Elie Wiesel erdélyi születésű, amerikai zsidó író, politikai aktivista és egyetemi tanár. Holokauszttúlélő († 2016)
- október 6. – Csordás György, Európa-bajnok úszó († 2000)
- október 20. – Adamik Zoltán, atléta († 1992)
- október 30. – Csernus Mariann, Kossuth-díjas magyar színésznő
- november 8. – Gál János magyar erdőmérnök, egyetemi tanár († 2001)
- november 9. – Kolosváry Bálint, festő, grafikus
- november 10. – Ennio Morricone, kétszeres Oscar-díjas olasz zeneszerző († 2020)
- november 14. – Vitalij Andrijovics Maszol, ukrán politikus, Ukrajna miniszterelnöke 1994–1995 között († 2018)
- november 19. – Pernye András, Erkel Ferenc-díjas magyar zenetörténész, zenekritikus, pedagógus († 1980)
- november 21. – Stefanik Irén, Jászai Mari-díjas magyar színésznő († 1976)
- november 23. – Jerry Bock, amerikai musical-zeneszerző („Hegedűs a háztetőn”) († 2010)
- november 26. – Sándor Károly (Csikar), magyar labdarúgó, az Aranycsapat tagja  († 2014)
- november 27. – Kamondy László József Attila-díjas magyar író, drámaíró († 1972)
- november 28. – Toaripi Lauti, Tuvalu első miniszterelnöke és harmadik főkormányzója († 2014)
- november 30. – Kohut Magda, kétszeres Jászai Mari-díjas magyar színművész († 2016)
- december 2. – Guy Bourdin, francia fotográfus, a 20. század második felének egyik legjelentősebb divat- és reklámfotósa († 1991)
- december 12. – Csingiz Ajtmatov, kirgiz író († 2008)
- december 15.
  - Friedensreich Hundertwasser, osztrák építész († 2000)
  - Szilágyi György, magyar író, humorista, költő, színpadi szerző, színházigazgató († 2010)
- december 24. – Klapka György, magyar üzletember, koreográfus († 2017)
- december 25. – Harmincz István, az 1956-os forradalom gyóni eseményeinek egyik résztvevője és kivégzettje († 1957)
- december 28. – Lendvay Kamilló, Kossuth-díjas magyar  zeneszerző († 2016)

## Halálozások
- január 8. – Basch Gyula, festőművész (* 1851)
- január 11. – Thomas Hardy, író (* 1840)
- január 29. – Douglas Haig angol tábornok (* 1861)
- február 29. – Armando Diaz, olasz tábornok és olasz főparancsnok az I. világháború idején (* 1861)
- március 12. – Bársony István, író, újságíró (* 1855)
- április 5. – Beketow Mátyás népszerű cirkuszigazgató öngyilkosságot követ el, a Dunából napok múlva kerül elő holtteste (* 1867)
- április 27. – Alpár Ignác, műépítész (* 1855)
- június 21. – Ballagi Aladár, történész (* 1853)
- augusztus 12. – Endre Béla, festőművész (* 1870)
- augusztus 12. – Leoš Janáček, cseh zeneszerző (* 1854)
- szeptember 1. – Bokor Elemér, zoológus (* 1887)
- szeptember 8. – Nagy Ferenc jogász, jogtudós, politikus, az MTA tagja (* 1852)
- október 15. – Vágó Pál, festőművész (* 1853)
- november 7. – Tóth Árpád, költő, műfordító (* 1886)
- november 26. - Reinhard Scheer, német admirális (* 1863)
- december 21. – Luigi Cadorna, az olasz hadsereg egykori főparancsnoka (* 1850)

## Nobel-díjasok
- A Nobel-díjat a svéd Alfred Nobel alapította, 1901 óta adják át, melyet a Svéd Királyi Tudományos Akadémia ítél oda a tudomány, az irodalom és humanitárius területen kimagasló eredményt elért magánszemélyeknek, illetve intézményeknek.

| Fizikai            | Owen Willans Richardson |
| Kémiai             | Adolf Windaus           |
| Orvosi-fiziológiai | Charles Nicolle         |
| Irodalmi           | Sigrid Undset           |
| Béke               | nem adták ki            |